# 蔡同榮
蔡同榮（台灣話 : Chhòa Tông-êng，1935年6月13日—2014年1月11日），中華民國政治人物，曾任美國臺獨聯盟創盟主席、紐約市立大學政治學教授、FAPA創會會長、民間全民電視公司董事長、民主進步黨籍立法委員、民進黨中央執行委員、民進黨中央常務委員。為早期臺灣獨立運動的重要參與者，以及公民投票的主要推動者。

## 生平

### 早年生平
1935年（昭和十年），蔡同榮生於臺南州東石郡布袋沿海的村莊新塭，出生於一個三代同堂的家庭，蔡同榮出生時祖父已過世，與祖母同住。父親蔡閅為家中次子，買了許多魚塭，1973年過世時留下五十甲的魚塭，戰後蔡閅曾任嘉義縣議會第一屆、第二屆議員。與蔡同榮之母蘇市育有五男二女。蔡同榮為家中三男，母親在他高二時逝世。:6-7
蔡同榮在國民學校前三年受日本教育，當時已是第二次世界大戰末期，日本已經吃緊，學校開始教學生如何預防空襲、躲防空壕。國民學校四年級時，蔡同榮開始接受中國教育。蔡同榮曾回憶，五年級時級任導師是一位臺北師範剛畢業的林老師，他不喜歡中國人，也不會教國文，大部分的時間都教學生算術，奠定了蔡同榮的數學基礎。二二八事件發生後，這位林老師非常興奮，寫了很多標語叫學生貼在村子的電線桿上。並在廟前演講呼籲大眾有錢出錢、有力出力，打倒貪官汙吏，受到許多村民響應。他與村子幾位曾被日本政府徵調到海南島作戰的青年，一起到嘉義機場攻擊蔣軍。蔡同榮在隨後幾天都守在收音機旁邊收聽他的「戰況」。然而林老師此後一直沒有回來。:11
國民學校六年級時，蔡同榮認真讀書準備考初中，當時報名了臺南一中與鹽水中學，進入臺南一中初中部。臺南一中初中部畢業後，就讀嘉義中學高中部，與四弟同住嘉義。:7在就讀嘉義中學時期，蔡同榮與陳唐山同窗三年。在高一時亦透過朋友介紹認識了羅福全，:284
蔡同榮對政治的興趣大多來自父親，1945年日本投降後，其父蔡閅曾偕同村中長老發動建造歡迎門，迎接「祖國」人員「光復」臺灣，當時蔡閅學會「國歌」後就馬上回家把睡夢中的兄弟叫醒學「國歌」，當時剛被叫醒的兄弟不想唱歌，父親還打了二哥，哭聲把母親吵醒後，母親才勸父親天亮後再教也不遲。:12然而當村民希望「祖國」將被日本政府徵收的魚塭還給他們時，陳情了一兩年卻不見官廳反應。父親反而遭日本政府爪牙的工頭陷害，被關到臺南憲兵隊看守所，再花錢之下未經審問回來，從此使蔡同榮開始憎恨「祖國」，「原來父親一向嚮往的『祖國』是一個不分青紅皂白，在清晨用刀用槍隨便抓人的土匪」。:13嘉義高中畢業後，考取國立臺灣大學政治系，在五十名錄取生排名第五。當蔡同榮將考上的消息告訴父親蔡閅後，蔡閅很不高興，責問蔡同榮為什麼沒聽他的話，偏偏要投考政治系。蔡閅說中國人最殘忍，他們為著政治鬥爭，不惜使用逮捕、暗殺等暴力手段，無論如何都不可以涉足中國政治。最後蔡閅要蔡同榮跟他到臺北見當時建設廳長黃啓顯（蔡閅當議員時，黃啓顯是議長），看他有沒有辦法把蔡同榮轉到法律系，在與校長錢思亮連絡後，得知他要一年後才能轉系，大二時，蔡同榮轉入臺大法律系就讀。:19-20
蔡同榮回憶他對法律條文不感興趣，可是對反中國國民黨卻格外感到興趣。每逢臺大校內選舉，他都支持非國民黨員。1956年蔡同榮大三時，便受到鼓勵競選學生代表會聯合會主席。當時蔡同榮對上國民黨提名的候選人朱昭勳，選舉結果以11票比10票險勝。以第一位非國民黨籍學生當選臺大代聯會主席。:20
父親知道蔡同榮當選代聯會主席後，擔心他會吃國民黨的苦頭，馬上搭夜車來臺北勸蔡同榮加入國民黨，並說不加入就辭職，但蔡同榮都不同意。後來蔡同榮果然遭國民黨政府多次刁難，包括不同意蔡同榮出國參加亞洲學生會議、代聯會舉辦的活動預算也往往被退回來。再受到各種不合理與對待下，蔡同榮萌生推翻國民黨政權的念頭。:21-231958年，蔡同榮於臺大畢業後服預備軍官兵役，1960年2月退伍。:24
1955年蔡同榮認識來自布袋的蔡麗蓉，然而因為雙方姓蔡，一度遭到父親反對。最後經蔡同榮一再說明後，才獲父親勉強同意，但要他們到國外才結婚。:25-27

### 參與臺獨運動
退伍後，蔡同榮為組黨做鋪路工作，請教了李萬居、郭國基，也將具有臺灣意識的朋友組織起來，於1960年6月19日，與張燦鍙、侯榮邦、陳榮成召開關子嶺會議，討論推翻中國國民黨與臺灣獨立問題。:24
1960年9月18日，蔡同榮前往美國，於田納西大學學習美國政黨政治。當時蔡同榮看英文非常吃力，查字典費時，平均一小時才念二、三頁。然而蔡同榮非常認真，除了六、七個小時睡覺外，隨時隨地用功讀書。1960年底最後一天，蔡同榮是最後一位離開圖書館者；元旦上午又是最早去的。由於學校要求讀書報告及論文不准用手寫，蔡同榮買了一部打字機開始練習打字，但由於速度慢又常打錯字，幾頁的文章往往由晚上打到天亮才打完，就此苦幹應付第一年的功課。:31-32當時蔡同榮專心讀書，沒時間打工。直到1961年夏天身上剩不到一千美元，學期考試考完期考後，蔡同榮馬上搭20小時的客車到紐約打工。包括在飯店一天洗十小時的碗、在鄉村俱樂部洗碗以及替人背高爾夫球桿，在暑假中幾乎每星期工作七天，當他再回到田納西大學時，身上已有兩千元美金。1962年夏天，蔡同榮以〈民間團體如何影響美國國會的決策〉獲得田納西大學政治學碩士學位。:32-33
蔡同榮獲得碩士學位後，原本想到奧立岡大學攻讀博士，然而他發現奧立岡大學不比田納西大學好。並且「也許因魏鏞在那兒就讀的緣故，國民黨的氣味很濃厚，令人感到不舒服」。所以他申請到南加州大學就讀。1963年進入該校。:331963年到洛杉磯後，接觸臺灣獨立運動，1966年6月蔡同榮代表洛城同鄉，與陳以德、張燦鍙、羅福全等人參加「全美臺獨聯盟」成立大會。因此被列入黑名單，二十餘年無法返臺。之後，獲得田納西大學政治學碩士，並於1969年取得美國南加州大學政治學博士，之後任教於美國紐約市立大學。
1970年4月24日，行政院副院長蔣經國訪問美國，遭康乃爾大學博士生黃文雄開槍行刺未遂，是為四二四刺殺蔣經國案；黃文雄當場被捕，但原約好要去行刺的蔡同榮不在場（後述）。1970年1月組成臺灣獨立建國聯盟，蔡同榮也擔任首任主席。1982年組成的臺灣人公共事務會上，蔡同榮也擔任會長，之後出任執行長。1983年，蔡同榮與美國民主黨議員在美國參議院外交委員會推動通過台灣前途決議案：台灣的未來必須在免於外在威脅的情況下和平決定，並且必須以台灣民意為依歸，與美國國會所立的法律一致、符合台灣與美國簽署公報的前題下進行。
1982年，蔡同榮參與創立臺灣人公共事務會（FAPA），出任首任會長。蔡同榮在美期間，曾為臺灣爭取到與其它國家同樣每年享有二萬名移民配額，並要求美國關切臺灣民主與人權狀況。
1986年2月，菲律賓爆發人民力量革命，推翻馬可仕政權。同年3月2日，蔡同榮即隨索拉茲率領的美國國會訪問團造訪菲律賓，3月6日拜會新任總統艾奎諾夫人（即柯拉蓉），向菲國人民革命表達高度肯定，並表示這將給予臺灣人相當大的鼓勵:106-107。蔡同榮並拜會副總統兼內閣總理外交部長勞瑞爾，談及於菲國設立電台之事。:107
1986年3月7日，FAPA執行長蔡同榮與許榮淑向剛上任的菲律賓司法部長岡薩雷斯（Neptali Gonzales）交涉臺灣漁船遭扣留事件:107。補足國民黨政府外交不足的工作成效:287。

### 返臺從政
1990年，蔡同榮的岳父過世，蔡同榮遂以「奔喪」名義返回臺灣。之後蔡同榮於臺灣順利設籍，組成公民投票促進會並擔任創會會長，表示將推動以公民投票方式決定公共事務以及住民自決，以聖火長跑、遊行、絕食靜坐等方式號召民眾加入臺灣獨立運動；也因為蔡同榮推動公民投票不遺餘力，而被稱為「蔡公投」。

### 立法委員
1992年蔡同榮接受民主進步黨提名參選嘉義市立法委員並當選，但1995年在同選區與中國國民黨提名的蕭萬長角逐立法委員時落選；1997年在蕭萬長出任行政院長後，蔡同榮於補選中當選，之後於1998年、2001年與2004年獲得連任。2008年至2012年任民進黨全國不分區立法委員。
2003年11月27日，立法院進行《公民投票法》草案表決當天早晨，蔡同榮宣布，他準備撤回自己的版本、支持民進黨的版本；民進黨臨時提案撤銷蔡同榮版草案，引發國親聯盟高度不滿，國親聯盟立法委員追著蔡同榮高喊：「蔡公投，我們支持你！蔡公投，你要硬起來！」蔡同榮面對無法對自己提案表態的窘況，民進黨立法委員陳其邁上前幫忙突圍，立法院長王金平則大喊「不要干擾蔡委員的投票」，現場才稍微安靜下來。面對蔡同榮版草案的國土範圍等改變主權現狀公投相關條文，民進黨立法院黨團被迫以「間接封殺」方式全部投下棄權票，蔡同榮也投了棄權票，李文忠則投了全場唯一的反對票。表決結果：出席190人，贊成14人、反對1人、棄權175人，蔡同榮版草案慘遭封殺。2003年11月28日，蔡同榮說，他的版本只獲得14張贊成票︰「民進黨正式拿牌子說棄權，最後只有14票贊成。民進黨攻擊人家（國親聯盟版本）是『鳥籠公投』；但人家現在要讓你投票，現在鳥籠門打開了，你又不飛出去。」
2005年底，因民進黨在三合一選舉中大敗，民進黨主席蘇貞昌決定辭職，民進黨宣佈舉行黨主席補選，蔡同榮與翁金珠及游錫堃角逐，游錫堃當選黨主席。2007年3月14日至5月9日，游錫堃請假參選民進黨總統初選，蔡同榮擔任民進黨代理主席。。
2007年3月26日，蔡同榮抨擊，民進黨內當初建議總統陳水扁「一審判決有罪就下台」的人應負很大的政治責任；經旁人提醒「一審有罪就下台是游錫堃的意見」後，與游錫堃友好的蔡同榮一時語塞，只說「我不管啦」。
2008年4月14日，蔡同榮宣布參選民進黨第12屆黨主席；但2008年5月13日，蔡同榮與辜寬敏在台大校友會館三樓舉行聯合記者會，蔡同榮宣布退選並支持辜寬敏，同時抨擊黨主席候選人蔡英文的本土立場含糊，「台灣有一位馬英九已經夠了，哪需再一位蔡英文？」蔡同榮又批評，蔡英文獲得新潮流系強力支持，若蔡英文當選黨主席，則新潮流系的段宜康等人都會進入中央黨部，「黨中央會變成是非不明、沒大沒小，變成派系戰場。」蔡英文駁斥，若民進黨仍陷在這種陳舊的觀念，無法「對內整合、對外統合」，民進黨將走不出去、永遠不會受到人民期待；李文忠則表示，蔡同榮擔任民進黨巴紐案專案小組召集人，毫無調查就採取相信邱義仁，這才是傷害民進黨。2008年5月18日，民進黨宣布第12屆黨主席選舉開票結果，蔡英文當選。
2008年12月11日，蔡同榮召開記者會質疑總統馬英九謊報自己的出生地。根據馬英九女兒馬唯中在美國的出生證明上的記載，馬英九填寫他自己的出生年是1950年，出生地是中國深圳（Shengchun, China）。由於馬英九在中華人民共和國於1949年10月建國後才出生於深圳，蔡同榮指控馬英九是中華人民共和國公民。總統府則以香港生死登記處核發的出生證明正本來反駁此一說法。
2009年6月24日，蔡同榮說，陳水扁遭羈押超過半年，民進黨應該爭取陳水扁的司法人權，但上街頭不一定是「救扁」的唯一辦法；而且不到一年內，民進黨已經三次發動上街頭，應該要休息一下，讓專家學者也可表達一下意見。他還說，前韓國總統盧武鉉被控貪污，沒有被羈押，反而跳崖自殺；陳水扁則是「連自殺都沒機會」。
2009年11月5日，民進黨立法院黨團召開記者會質疑吳敦義與江欽良的關係，時任黨團總召集人的蔡同榮突然在散會前說，蔡煌瑯通知他來開記者會，他才來開會，「我問他為什麼不來，他說他不敢來，因為這（江欽良）是會殺死人、最大尾的！」「我這樣說，不知道蔡煌瑯會不會怎樣？」
2010年，蔡同榮領銜提出陸軍第一特種兵的「陸軍第一特種兵薪俸補償特別條例草案」。2011年3月13日，約五千名陸軍第一特種兵退伍老兵在總統府前集會，向國防部要求合理補償；蔡同榮在本次集會中質疑，政府花了新臺幣八百多億元收回戰士授田證，眷村改建費用約新臺幣一兆元，「老芋仔」（外省籍老榮民）年金月領新臺幣一萬三千五百元，很多老芋仔住中國、娶「大陸妹」，「我們為什麼要飼老芋仔和大陸妹一世人？（我們為什麼要養老芋仔和大陸妹一輩子？）」但未出席本次集會的段宜康表示，爭取權益是每個人的權利，政府應負起責任，但群眾活動不宜用情緒性發言造成社會撕裂，很多事情是歷史時代造成，應當回顧當時的時空背景，蔡同榮措辭應更謹慎；出席本次集會的民進黨發言人林右昌表示，民進黨中央不回應蔡同榮的發言，民進黨中央也支持陸一特爭取合理權益，但要進一步討論賠償內容。2011年3月15日，中華榮民協會創會理事長曹光鼐表示，「老芋仔」和「大陸妹」是汙衊言詞，他要求蔡同榮道歉，否則將控告蔡同榮妨害名譽；蔡同榮僅回應：「叫他去告！」2011年3月30日，曹光鼐率領多個榮民團體代表及多名老榮民赴台北地檢署控告蔡同榮誹謗，並舉牌高呼「蔡同榮下台」、「民進黨道歉」。
2010年1月14日，蔡同榮召開記者會表示，國民黨與馬英九之所以要堅決通過《地方制度法》修正案是為了拿錢綁樁，黨團堅決反對讓所有鄉鎮市民代表都可月領研究費新臺幣45000元，除非「Cross our dead bodies（踏過我們的屍體）」；但蔡同榮隨即遭部分網友批評並沒有在立法院臨時會上全力阻擋國民黨立法委員表決，網友還在網路上發起「搜索屍體」行動砲轟蔡同榮。2010年1月20日上午，蔡同榮表示，當初他指的是直轄市各區諮詢委員月領研究費新臺幣45000元，並強調國民黨在他嗆聲之後就廢除相關條文，「不用死給他看，用講的他就嚇到了」；但他在批評馬英九擬取消海地外債時，把「骨牌效應」講成「排骨效應」，淪為笑柄：「你幫海地取消（新臺幣）270億、將近208億（元）外債，是不是會引起國際上『排骨效應』？」
2010年8月，監察委員黃煌雄等提出調查報告指出1948至1949年有三次戒嚴令，1949年5月20號臺灣省警備總司令部發佈的臺灣省戒嚴令是否有依戒嚴法第3條按級呈報代總統李宗仁、再由總統提交立法院追認無從考究，1949年11月22日第三次的戒嚴令如未經總統宣告發布（李宗仁代總統當時並不在中華民國境內，不可能簽字公告，不符憲法第39條規定），形式要件不完整，法定程序有瑕疵，則戒嚴令因欠缺形式法效而失效，軍事審判機關的審判權就有瑕疵，戒嚴時期因案被宣告沒收之財產「恐須重新審酌」，當然也會發生其後的救濟問題。但最終相關法律的認定是司法院大法官會議。被列入黑名單的蔡同榮說：臺灣人很無辜，實施戒嚴令讓海內外的鄉親受害很大，他因此在美國30年卻有家歸不得，他要求政府應該追查相關法律責任、補償。
2011年6月29日，民進黨第14屆中央執行委員會（中執會）第15次會議通過並公布第八屆全國不分區立法委員候選人名單，蔡同榮排在第22名。
2011年10月7日，公民監督國會聯盟發表第七屆立法委員評鑑報告，將蔡同榮「我們為什麼要飼老芋仔和大陸妹一世人」一語列為「脫序表現」類，評語如下：「榮民及陸一特皆為過往威權統治之受害者。雖蔡同榮言論出發點為批判政府對榮民及陸一特採取差別補償政策，然身為立委應針對政策本身進行批判，而非發表爭議言論加深受壓迫者之間的分化與對立。蔡同榮身為公眾人物，應注意公開發言時之社會影響及觀感，仍予成案，但不扣分。而榮民團體對蔡同榮提起告訴之官司部分，則待法院判決，再另行評議。」
2011年12月15日，臺灣公正選舉國際委員會（ICFET）舉行成立記者會，蔡同榮擔任創會執行長。

### 卸任立委後
2012年1月14日，2012年立法委員選舉結果揭曉，民進黨不分區立委僅獲13席，第22名的蔡同榮無緣連任，與上次於1996年尋求嘉義市立委連任失利相隔16年，再度敗選。
2012年4月13日，蔡同榮登記參選民進黨第14屆黨主席。2012年5月12日，蔡同榮在第14屆黨主席選舉的最後一場電視政見會說，「救陳水扁是未來黨主席最重要的事情」；他並批評，民進黨在2005年三合一選舉失敗後，當時民進黨主席蘇貞昌就說要辭任黨主席，之後竟然就叫助理打包，「他是落跑黨主席」；他還說，「過去我在美國住了30年，從沒聽過『世代交替』這個東西」，美國國會裡面也是一堆年紀70、80歲以上的議員，甚至還有美國國會議員做到100歲過世；「如果大家嫌我老，不如大家來比伏地挺身，不要一直強調世代交替。」2012年5月27日，民進黨宣布第14屆黨主席選舉開票結果，蔡同榮落選。
2012年7月15日，民進黨召開全國黨員代表大會並改選中執委、中常委與中評委，在中常委選舉中各拿到2票的顏曉菁、吳思瑤與蔡同榮抽籤，結果顏曉菁與吳思瑤中籤當選中常委，蔡同榮落選；蔡同榮說，「Bad luck, no complaint（運氣不好，沒有抱怨）」，籤是他自己抽的，他會考慮下次捲土重來。
2012年7月29日，蔡同榮說，民進黨中執會於該月25日討論設立「中國事務部」，他表態反對，理由有二：㈠「2012年大選，甚至2010年五都市長選舉，民進黨敗選都與『中國政策』無關。台北市與新北市長的選舉，民進黨的候選人完全沒提起中國政策；即便總統大選，也閃避這個議題。」㈡「設立『中國事務部』，對未來民進黨的得票也沒幫助。中國要併吞台灣的野心絕不會改變。國民黨已經很積極去迎合中國的政策，民進黨怎麼趕也趕不上國民黨。即便趕上，我們欲推銷的產品與國民黨一樣，人家何必投給新產品，並且這個新產品會導致民進黨亡國亡黨。」他更宣稱：「民進黨設立『中國事務部』、『中國事務委員會』，絲毫不能改變、動搖中國奪台的野心，卻會鼓勵民進黨的支持者更多、更進一步投向中國，對台灣百害而無一利。」
2013年4月26日，蔡同榮、民進黨立法委員陳唐山與台灣團結聯盟立法委員許忠信共同召開記者會，宣布成立台灣反一中顧主權連線，蔡同榮出任會長，陳唐山與許忠信擔任副會長；蔡同榮說，台灣反一中顧主權連線目前已經邀請呂秀蓮與彭明敏擔任顧問，並由姚嘉文、游錫堃、黃崑虎、陳儀深與黃帝穎擔任決策委員；他還說，現在已經有一百多人連署加入台灣反一中顧主權連線，其中有中央研究院院士3人，還有國民黨立法委員與親民黨立法委員；但當他被媒體詢問有哪些國民黨立法委員連署時，他僅說，羅淑蕾原本要出席這場記者會，其他的人他不方便透露。 
2013年4月29日，台灣反一中顧主權連線於台大醫院國際會議中心舉辦成立大會，蔡同榮在會中說，除了馬英九政府種種做法不當以外，台灣反一中顧主權連線成立的關鍵在於謝長廷訪問中國，他與陳唐山都很擔心謝長廷此舉會帶動民進黨幹部訪問中國而被中國統戰，因此決定成立台灣反一中顧主權連線；謝長廷回應，「接觸不代表被統戰，交流不代表投降」，否則1993年他與蔡同榮等人一起訪問中國也是投降。
2013年12月18日，蔡同榮在新北市板橋區文化路一段住處中風昏迷，被送進台大醫院急救，狀況嚴重；蔡同榮的林姓前助理說，蔡同榮送醫前已無意識。昏迷指數只有6，轉急重症病房。
由於中風後處於昏迷狀態，蔡同榮一直以呼吸器維持生命跡象，但在持續25天的積極治療後，情況未能好轉。2014年1月11日凌晨家屬決定拔管，在家人的陪伴下蔡同榮與世長辭，享壽80歲，骨灰奉安於故里嘉義縣布袋鎮生命紀念園區。

## 選舉紀錄
| 年度 | 選舉屆數           | 選舉區                                 | 所屬政黨   | 得票數    | 得票率  | 當選標記 | 備註 |
| ---- | ------------------ | -------------------------------------- | ---------- | --------- | ------- | -------- | ---- |
| 1992 | 第二屆立法委員選舉 | 嘉義市立法委員選舉區                   | 民主進步黨 | 58,145    | 50.09%  |          |      |
| 1995 | 第三屆立法委員選舉 | 嘉義市立法委員選舉區                   | 民主進步黨 | 58,848    | 45.40%  |          |      |
| 1997 | 第三屆立法委員補選 | 嘉義市立法委員選舉區                   | 民主進步黨 | ~13,000   | 55.76％ |          |      |
| 1998 | 第四屆立法委員選舉 | 嘉義市立法委員選舉區                   | 民主進步黨 | 35,349    | 33.90%  |          |      |
| 2001 | 第五屆立法委員選舉 | 嘉義市立法委員選舉區                   | 民主進步黨 | 38,043    | 31.71%  |          |      |
| 2004 | 第六屆立法委員選舉 | 嘉義市立法委員選舉區                   | 民主進步黨 | 31,193    | 30.22%  |          |      |
| 2008 | 第七屆立法委員選舉 | 全國不分區及僑居國外國民立法委員選舉區 | 民主進步黨 | 3,610,106 | 36.91%  |          |      |
| 2012 | 第八屆立法委員選舉 | 全國不分區及僑居國外國民立法委員選舉區 | 民主進步黨 | 4,556,424 | 34.61%  |          |      |

## 民視公司
- 蔡同榮致力於打破當時黨政軍勢力壟斷無線電視台的情況，於是募資籌組民間全民電視公司（民視）。
- 1997年6月11日，民視開播，蔡同榮出任民視董事長。
- 1997年8月15日，蔡同榮在民視內部刊物《民視通訊》說：「確保台灣不被中國併吞，是民視的最高指導原則。如何確保台灣？我們有責任要培養台灣人民守土的決心，培養台灣愛鄉的感情，培養台灣人的愛國主義（Taiwanese nationalism）。我們不允許任何民視同仁，利用民視去鼓吹Chinese nationalism。所有民視的節目和新聞內容，都要在Taiwanese nationalism之大原則下製作。」[44]
- 1997年9月12日，民視召開董事會，蔡同榮在會中播放一捲竊聽錄音帶痛罵民視新聞部經理楊憲宏；1997年9月20日，楊憲宏因此被蔡同榮逼退，引爆民視楊憲宏調職爭議，重創民視與蔡同榮的形象，使外界開始重視「政治人物經營媒體」的問題。
- 1999年5月，蔡同榮在民間全民電視公司企業工會（民視工會）官方刊物《民視工訊》的專訪中強調，民視「不是一個純粹的商業電視台，它是一個具有理想性的電視台」[45]；民視工會解讀，蔡同榮的「理想性的電視台」，是「將台灣政治勢力掌控電視、電視依附在政治勢力下的三十年過程，壓縮成十天」的電視台[46]。[47]
- 2001年11月17日，台灣媒體觀察教育基金會董事長賀德芬在苗栗縣社區大學演講中批評，民進黨執政後喪失在野時的「黨政軍退出媒體」理念，縱容蔡同榮經營民視，是走回國民黨的老路；她主張，政治人物必須全面退出媒體，民進黨應主導修法限制政治人物經營媒體。同日，蔡同榮回應，他擔任民視董事長以來，不曾干預民視新聞、不曾支薪、不曾用過一毛公關費，因此他覺得自己沒有退不退出民視的問題[48]。
- 2002年，民主進步黨立法院黨團「陽光媒體小組」提出媒體公共化修法方向，並要求政黨與政治人物皆退出媒體經營；但因蔡同榮等立委要求將政治人物排除在外，導致黨團被迫妥協折衷，只由羅文嘉、李文忠等黨團成員連署提案。蔡同榮等立委反對政治人物退出媒體的主要理由是強調「民視對民進黨貢獻很大」，若要蔡同榮辭去民視董事長，反而會影響民進黨的長期發展；他們又認為，目前臺灣媒體「大中國意識」傾向極為嚴重，需要「本土派」媒體繼續為臺灣發聲，因此蔡同榮不宜退出民視經營。
- 2003年2月13日，台灣媒體觀察教育基金會董事長管中祥質疑：「如果蔡同榮真要與『統派媒體』相抗，以追求臺灣多元的聲音，就該放棄『政媒兩棲』理念或利益，轉而支持至少在目前能夠體現免除政黨控制、（且能呈現）臺灣多元文化的公共媒體。這不也是阿扁總統對臺灣有利的政策嗎？」[49]
- 2003年8月28日下午，民視舉行臨時董事會，蔡同榮請辭董事長，田再庭接任董事長。[50]
- 2003年8月29日，蔡同榮發表民視文化出版的新書《民視與我》，曾經在政治戲仿節目中戲仿蔡同榮的藝人許傑輝擔任該書發表會主持人[51]。
- 2017年2月，台獨人士鄭自才說，蔡同榮在四二四刺殺蔣經國案中開車載他與黃文雄到紐約廣場飯店後就失聯，當時洛杉磯一場由王文宏策劃、代號「鎮山」的刺殺蔣經國案也是如此，多年後他返回台灣公開這些內幕也引來蔡同榮滅火。他還說，蔡同榮任職民視董事長期間，某日找他在台北市八德路民視總部附近一對一吃飯，請他受訪時不要再說「蔡同榮在最後一刻失聯」之類的話，甚至想把台北市內湖區民視新總部設計權給他以堵住他的嘴，但他未多理會[52]。

## 評價
2002年6月12日，管中祥說：「雖然蔡董（蔡同榮）過去都以『本土派需要有媒體』的說法做為『自己並非戀棧權位』的藉口，並突顯自己是個具有理想情操的道德者與先行者；然而有理想的臺灣人並非只有蔡同榮，有能力經營堅持『本土』媒體的亦非只有蔡同榮一人。這樣的說法不但自我膨風，將蔡委員搞得像是凡人無法取代的救世主，甚至也沒把其他有理想的臺灣人放在眼裡。……蔡董如果真有理想、使命，考量媒介中的多元發聲，那麼就該從自己開始，放棄既有利益，尋求相對公平的公共媒體環境，不該在爛蘋果的政媒兩棲曖昧中流連與攪和，更不該和其他貪慕政媒兩棲的權位者一起比爛，否則蔡同榮將是臺灣媒體改革的一塊大石頭。」
2003年6月24日，國立清華大學社會學研究所助理教授姚人多說：「他（蔡同榮）宣稱，之所以至今仍不肯辭去民視董事長的原因，是為了不讓臺灣成為中國的一部份；也就是說，老話一句，他是為了全體臺灣人的利益著想：在今日臺灣內部統派媒體勢力囂張的情況下，他位居民視董事長猶如中流砥柱、一柱擎天；有了他，民視便可以在一群不本土化的電子媒體中除妖斬魔、端正視聽。
2006年民主進步黨主席補選期間，候選人翁金珠在政見發表會上說：就算蔡同榮已經不再是民視董事長，只要蔡同榮向民視說要調閱民視新聞的資料帶，民視就會立即調出資料帶給蔡同榮看，所以蔡同榮回家以後不必擔心看不到自己在電視上的表現。言下之意，蔡同榮雖然已經辭去民視董事長的職位，但是在民視仍有影響力，並未真正退出民視。
2007年5月18日，前民進黨立法院黨團書記長王拓說：「蔡同榮除了公投，表現在哪裡？」
2011年7月12日，柯建銘召開「還台於民V.S.還財於民 黨政軍退出媒體？打破媒體壟斷？」記者會 抨擊：蔡同榮長期將民視當成個人政治鬥爭工具，動輒威脅利誘黨團同仁，讓黨團同仁在陰影下問政，「比國民黨還惡質千百倍！」柯建銘表示，當年的民視靠著四、五萬名不樂見中國國民黨壟斷媒體的民眾以小額投資逐步建立起來，成長茁壯後卻淪為蔡同榮的個人電視台，甚至成為蔡同榮競選黨主席、中常委、立法院黨團總召等職務時的利益交換籌碼，與當初成立宗旨背道而馳，「這樣我們還有臉要求『黨政軍退出媒體』嗎？」
2014年1月13日，中央研究院近代史研究所副研究員陳儀深說：「蔡同榮晚年的挫敗，應不在於競選公職黨職的失利，而是在於民進黨因應中國壓力、苦思中國政策的過程中，他除了對一些追求權變的同志不以為然，卻也提不出可以實踐的有效出路，『反一中顧主權連線』的雷聲雨點是為著例。」

## 軼聞
2012年9月28日，國防部長高華柱說，蔡同榮推動美國國會法案，賣F16給台灣。

## 作品
重要著作
- Chai, Trong R. 1969. Professionals in Communist China: Conflict and Accommodation. Ph.D. diss., University of Southern California.
- ______. 1975. Professionals in China: Conflict and Accommodation. Tokyo: New Citizens Pub. Co.
- ______. 1976. Taiwan for the Taiwanese: Taiwan Independence Movement, Its Characteristics and Prospects. In The Taiwan Issue: Proceedings of the Symposium, November 6, 1975, edited by Jack F. Williams, 79-84. East Lansing: Asian Studies Center, Michigan State University.
- ______. 1977a. A Content Analysis of the Obituary Notices on Mao Tse-tung. Public Opinion Quarterly 41 : 475-87.
- ______. 1977b. Who Controls the State Council of China? Asia Quarterly 2: 143-62.
- ______. 1978. Chinese Leaders' Support for Hua Kuo-feng: A Content Analysis. Asia Quarterly , no. 3: 189-208.
- ______. 1979a. Communist Party Control over the Bureaucracy: The Case of China. Comparative Politics 11: 359-70.
- ______. 1979b. Chinese Policy toward the Third World and the Superpowers in the UN General Assembly 1971-1977: A Voting Analysis. International Organization 33, no. 3: 391-403.
- ______. 1980a. Chinese Politics in the General Assembly. Public Opinion Quarterly 44: 23-34.
- ______. 1980b. The Communist Part of China: The Process of Institutionalization. Asian Affairs 11: 43-54.
- ______. 1980c. Mao Zedong's Control over the State Council of China. Asian Quarterly , no. 2: 75-92.
- ______. 1981a. The Chinese Academy of Sciences in the Cultural Revolution: A Test of the "Red and Expert" Concept. Journal of Politics 43, no. 4: 1215-29.
- ______. 1981b. Political Participation, Institutionalization and Stability in China: A Test of Huntington's Theory. Social Science Journal 18: 25-40.
- ______. 1981c. Chinese Policy toward the Third World in the UN General Assembly. International Interaction 8: 319-33.
- ______. 1986. The Future of Taiwan. Asian Survey 26, no. 12: 1309-23.
- 蔡同榮，1988，臺灣的前途，見張富美編，臺灣問題討論集：臺灣現狀與臺灣前途，頁223-45。Irvine，Calif.：臺灣出版社。
- Chai, Trong R. 1989. Taiwan Should Remain Independent of China. In China: Opposing Viewpoints, edited by William Dudley, and Karin Swisher, 184-90. San Diego, Calif.: Greenhaven.
- 蔡同榮，1990，我要回去。高雄：敦理出版社。
- 蔡同榮，2003，民視與我。台北：民視文化，ISBN 9572869825。
- 蔡同榮，2007，熱情為台灣。台北：民視文化，ISBN 9789572982143。
- 蔡同榮，2010，顧台灣。台北：民視文教基金會，ISBN 978-957-292816-7。

主持
- 嘉義之音廣播電台與雲嘉廣播電台聯播《與同榮有約》

### 和蔡同榮相關的學術研究
- Shu, Wei-Der. 2005. Chapter Seven: Case Study (3): The Process of National Identity Formation of Trong R. Chai. In Transforming National Identity in the Diaspora: An Identity Formation Approach to Biographies of Activists Affiliated with the Taiwan Independence Movement in the United States, 386-479. Ph.D. diss., Syracuse University.

## 外部連結
- 立法院 蔡同榮委員簡介 （页面存档备份，存于）
- 台灣演義, 2010/03/14 - FAPA與台獨聯盟：(1/5) （页面存档备份，存于）、(2/5) （页面存档备份，存于）、(3/5) （页面存档备份，存于）、(4/5) （页面存档备份，存于）、(5/5) （页面存档备份，存于）

| 政党职务      | 政党职务                                          | 政党职务      |
| ------------- | ------------------------------------------------- | ------------- |
| 民主進步黨    |                                                   |               |
| 前任： 游錫堃 | 民主進步黨主席 代理 2007年9月21日－2007年10月15日 | 繼任： 陳水扁 |